# مصعب الكندري
مصعب الكندري، من مواليد 11 يناير 1985، لاعب كرة قدم كويتي.
و قد كان يلعب مع نادي التضامن الكويتي في فرق الناشئين، وبعدها انتقل إلى نادي الكويت.

## روابط خارجية
- مصعب الكندري على موقع Soccerway.com (الإنجليزية)
- مصعب الكندري على موقع كووورة